# Reflex de cerca

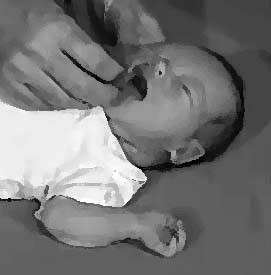

El reflex de cerca o reflex dels punts cardinals està present des del naixement (edat gestacional d'aparició 28 setmanes, és un reflex arcaic) i desapareix al voltant dels quatre mesos d'edat, a mesura que va passant sota control voluntari. El reflex dels punts cardinals ajuda en l'acte d'alletament. Un nadó girarà el cap cap a qualsevol cosa que li acariciï la galta o la boca, cercant l'objecte movent el cap en arcs constantment decreixents fins que es trobi l'objecte. Desapareix abans dels 3-4 mesos.